# Estación de Yōga
Yoga (用賀駅 Yoga-eki?) es una estación ubicada en el barrio especial de Setagaya, Tokio. Es propiedad de Tokyu y forma parte de la línea Den-en-toshi. Su código alfanumérico es DT 06 . 

## Historia
En 1907, la estación se inaugura como parada de tranvía de la extinta compañía de Ferrocarriles de Tamagawa. Tras la adquisición de esta empresa por parte de Tokyu, la línea fue renombrada como "línea Tokyu Kanagawa". Este servicio se prolongaría hasta el año 1969 cuando se suprime en vistas de crear una línea de ferrocarril de discurriese bajo las calles por donde antes circulaba el tranvía. En 1977 se reabre como estación de la línea Shin-Tamagawa. En 1993, se reforma la estación para acoger una terminal de autobuses que abastezca en área de negocios de Setagaya. En el año 2000, esta es absorbida por la línea Den-en-toshi. A partir de 2007, se permite el uso en esta estación de la tarjeta inteligente de transportes PASMO.  En 2018 se instalan las puertas de andén.

## La estación
Se trata de una estación subterránea que cuenta con dos andenes laterales que dan acceso a dos vías.

## Servicios ferroviarios
| procedencia/destino              | < estación                  | Línea | estación >       | destino/procedencia                 |
| -------------------------------- | --------------------------- | ----- | ---------------- | ----------------------------------- |
| Saginuma・Nagatsuta・Chuo-Rinkan | Estación de Futako-tamagawa |       | Sakura-shimmachi | Shibuya・Oshiage(Skytree)・Kasukabe |